# Bombardiranje
Bombardiranje označava redovitu uporabu velikog broja bombi iz borbenih zrakoplova, ili bombardiranje s teškim oružjem, kao što je topništvo, raketni bacač ili minobacač, na širokim području.
Pojam bombardiranje dolazi od francuskog bombardement.
Bombardiranje iz zrakoplova je čest oblik zračnog ratovanja. Ako područje bombardiranja pokriva veću površinu govorimo o tepih bombardiranju.